# Selçuk Hatun
Selçuk Hatun , död 1485, var osmansk prinsessa, dotter till Mehmet I och halvsyster till Murad II. Hon deltog i Sultan Cems uppror mot Murad II 1481.

## Biografi
Selçuk Hatun föddes år 1407 i Merzifon.  Hennes far var sultan Mehmed I och hennes mor var Kumru khatun. Hennes far bodde på olika platser på grund av det inbördeskriget. Efter att ha besegrat sina bröder år 1413 lyckades Mehmet I slutligen ta tronen. Selçuk Hatun flyttade till Edirne i Edirnepalatset efter att hon blivit sultanens dotter och tillbringade sina barndomsår där. Efter att hennes far avled år 1421 efterträdde hennes far av hennes äldre halvbror Murad II på tronen, och hon flyttade till Bursa.
År 1425 Murad II arrangerade hennes äktenskap med Damat Taceddin Ibrahim II beg, som var son till Candaroğlu İsfendiyar beg, härskaren över Kastamonu och Sinop.
Selçuk khatun var arton år gammal när hon gifte sig och flyttade till Kastamonu efter bröllopet. Samma år födde hon sin första son, Orhan beg, som avled år 1430. År 1426 födde hon sitt andra barn, Pascha Melek hatun, och avled år 1436. Båda av dem begravdes i ett mausoleum som byggdes av Selçuk khatun. Deras andra dotter var Hafsa hatun, som dog vid sexton års ålder år 1442. Paret hade bara en dotter som nådde vuxen ålder, deras tredje dotter Hatice Hanzade hatun.
Efter sin svärfaders död blev hennes make Ibrahim beg härskaren över Kastamonu. Efter hans död flyttade hon tillbaka till Bursa år 1443. Enligt Mustafa Çağatay gifte sig Selçuk hatun med Mahmud beg och fick dottern Hundi Hatun med honom. Necdet Sakaoğlu hävdar dock att hon istället gifte sig med Bejlerbej Karaca pascha, som blev avled ett år efter deras bröllop.
Efter sin brorson Mehmed II:s död 1481 utbröt en kamp om tronen mellan hans två söner Şehzade Bayezid och Cem Sultan. Hon ställde sig på Cem Sultans sida när han inofficiellt utropade sig själv som sultan i hennes palats i Bursa den 31 maj 1481. Hon såg Cem som en passionerad, tapper och kunnig kandidat till tronen. När Bayezid började marschera mot Bursa, skickade  Cem sultan henne som ambassadör till Bayezid efter att ha rådfrågat lärda i Bursa. Förslaget var enkelt, men det skulle förstöra enheten i landet och dela det i två delar. Hon återvände utan att ha uppnått några resultat. Bayezid lyckades den 22 juni 1481 avsätta Cem från tronen och tog själv över makten. Cem blev landsförvisad till Neapel, där han senare avled. Selçuk hatun återvände till Bursa där hon tillbringade resten av sitt liv.